# Ваниннава
Ваниннава, или паноанский катукина (Catuquina, Kamanawa, Kamannaua, Katukina do Juruá, Panoan Katukína, Waninnawa) — паноанский язык, который распространён в штатах Акри и Амазонас в Бразилии. Не следует путать с языком катукина, на котором говорят в штате Акри, относящийся к катукинской языковой семье, от языков которой он отличается. Имеет несколько диалектов: арарапина, арара-шаванава (шаванава-арара), арарава, санайнава (санинавакана).